# Општина Текпатан (Чијапас)
Текпатан (шп. Tecpatán) општина је у Мексику у савезној држави Чијапас. Општина се налази на надморској висини од 311 м.

## Становништво
Према подацима из 2010. у општини је живело 41045 становника.

### Хронологија
| Година       | 2000                  | 2005                  | 2010                  |
| ------------ | --------------------- | --------------------- | --------------------- |
| Становништво | 38383 (19166 / 19217) | 37543 (18558 / 18985) | 41045 (20420 / 20625) |

### Попис
| \| \| м \| \| \| ж \| \| 0—2 \| 1.276 \| \| \| 1.239 \| \| 3—5 \| 1.478 \| \| \| 1.360 \| \| 6—11 \| 3.265 \| \| \| 3.010 \| \| 12—14 \| 1.563 \| \| \| 1.518 \| \| 15—17 \| 1.572 \| \| \| 1.568 \| \| 18—24 \| 2.492 \| \| \| 2.721 \| \| 60+ \| 1.691 \| \| \| 1.528 \| \| Просек : \| 26,0 \| \| \| 26,6 \| |       |  |  |       |
| |       |  |  |       |
| | м     |  |  | ж     |
| 0—2 | 1.276 |  |  | 1.239 |
| 3—5 | 1.478 |  |  | 1.360 |
| 6—11 | 3.265 |  |  | 3.010 |
| 12—14 | 1.563 |  |  | 1.518 |
| 15—17 | 1.572 |  |  | 1.568 |
| 18—24 | 2.492 |  |  | 2.721 |
| 60+ | 1.691 |  |  | 1.528 |
| Просек : | 26,0  |  |  | 26,6  |

| #   | Индикатор                                                                                        | Вредност |
| --- | ------------------------------------------------------------------------------------------------ | -------- |
| 1   | Становништво од 0 до 2 године                                                                    | 2515     |
| 2   | Мушко становништво од 0 до 2 године                                                              | 1276     |
| 3   | Женско становништво од 0 до 2 године                                                             | 1239     |
| 4   | Становништво са 3 и више година                                                                  | 38499    |
| 5   | Мушко становништво са 3 и више година                                                            | 19130    |
| 6   | Женско становништво са 3 и више година                                                           | 19369    |
| 7   | Становништво са 5 и више година                                                                  | 36549    |
| 8   | Мушко становништво са 5 и више година                                                            | 18102    |
| 9   | Женско становништво са 5 и више година                                                           | 18447    |
| 10  | Становништво са 12 и више година                                                                 | 29386    |
| 11  | Мушко становништво са 12 и више година                                                           | 14387    |
| 12  | Женско становништво са 12 и више година                                                          | 14999    |
| 13  | Становништво са 15 и више година                                                                 | 26305    |
| 14  | Мушко становништво са 15 и више година                                                           | 12824    |
| 15  | Женско становништво са 15 и више година                                                          | 13481    |
| 16  | Становништво са 18 и више година                                                                 | 23165    |
| 17  | Мушко становништво са 18 и више година                                                           | 11252    |
| 18  | Женско становништво са 18 и више година                                                          | 11913    |
| 19  | Становништво од 3 до 5 година                                                                    | 2838     |
| 20  | Мушко становништво од 3 до 5 година                                                              | 1478     |
| 21  | Женско становништво од 3 до 5 година                                                             | 1360     |
| 22  | Становништво од 6 до 11 година                                                                   | 6275     |
| 23  | Мушко становништво од 6 до 11 година                                                             | 3265     |
| 24  | Женско становништво од 6 до 11 година                                                            | 3010     |
| 25  | Становништво од 8 до 14 година                                                                   | 7318     |
| 26  | Мушко становништво од 8 до 14 година                                                             | 3769     |
| 27  | Женско становништво од 8 до 14 година                                                            | 3549     |
| 28  | Становништво од 12 до 14 година                                                                  | 3081     |
| 29  | Мушко становништво од 12 до 14 година                                                            | 1563     |
| 30  | Женско становништво од 12 до 14 година                                                           | 1518     |
| 31  | Становништво од 15 до 17 година                                                                  | 3140     |
| 32  | Мушко становништво од 15 до 17 година                                                            | 1572     |
| 33  | Женско становништво од 15 до 17 година                                                           | 1568     |
| 34  | Становништво од 18 до 24 године                                                                  | 5213     |
| 35  | Мушко становништво од 18 до 24 године                                                            | 2492     |
| 36  | Женско становништво од 18 до 24 године                                                           | 2721     |
| 37  | Женско становништво од 15 до 49 година                                                           | 10597    |
| 38  | Становништво са 60 и више година                                                                 | 3219     |
| 39  | Мушко становништво са 60 и више година                                                           | 1691     |
| 40  | Женско становништво са 60 и више година                                                          | 1528     |
| 41  | Однос између мушкараца и жена                                                                    | 99.01    |
| 42  | Становништво од нуле до 14 година                                                                | 14709    |
| 43  | Становништво од 15 до 64 године                                                                  | 24010    |
| 44  | Становништво од 65 година и више                                                                 | 2295     |
| 45  | Просечан број деце                                                                               | 2.84     |
| 46  | Становништво рођено у ентитету                                                                   | 39438    |
| 47  | Мушко становништво рођено у ентитету                                                             | 19623    |
| 48  | Женско становништво рођено у ентитету                                                            | 19815    |
| 49  | Становништво рођено у другом ентитету                                                            | 1436     |
| 50  | Мушко становништво рођено у другом ентитету                                                      | 708      |
| 51  | Женско становништво рођено у другом ентитету                                                     | 728      |
| 52  | Становништво од 5 година и више резидентно у ентитету у јуну 2005. године                        | 35891    |
| 53  | Мушко становништво старосног доба од 5 година и више, резидентно у ентитету у јуну 2005. године  | 17684    |
| 54  | Женско становништво старосног доба од 5 и више година, резидентно у ентитету у јуну 2005. године | 18207    |
| 55  | Становништво од 5 година и више које је живело у другом ентитету у јуну 2005. године             | 337      |
| 56  | Мушко становништво старије од 5 година које је живело у другом ентитету у јуну 2005. године      | 187      |
| 57  | Женско становништво старије од 5 година које је живело у другом ентитету у јуну 2005. године     | 150      |
| 58  | Становништво од 3 године и више које говори аутохтони језик                                      | 7772     |
| 59  | Мушко становништво старо 3 године и више које говори аутохтони језик                             | 3986     |
| 60  | Женско становништво старо 3 године и више које говори аутохтони језик                            | 3786     |
| 61  | Становништво од 3 године и више које говори аутохтони језик и не говори шпански језик            | 116      |
| 62  | Мушко становништво старо 3 године и више које говори аутохтони језик и не говори шпански         | 42       |
| 63  | Женско становништво старо 3 године и више које говори аутохтони језик и не говори шпански језик  | 74       |
| 64  | Становништво старо 3 године и више које говори аутохтони језик и шпански                         | 7486     |
| 65  | Мушко становништво старо 3 године и више које говори аутохтони језик и шпански                   | 3854     |
| 66  | Женско становништво старо 3 године и више које говори аутохтони језик и шпански                  | 3632     |
| 67  | Становништво од 5 година и више које говори аутохтони језик                                      | 7451     |
| 68  | Становништво од 5 година и више које говори аутохтони језик и не говори шпански језик            | 93       |
| 69  | Становништво од 5 година и више које говори аутохтони језик и говори шпански језик               | 7190     |
| 70  | Становништво у домородачким домаћинствима                                                        | 11730    |
| 71  | Становништво са ограничењима у активностима                                                      | 914      |
| 72  | Становништво са ограниченим ходањем или кретањем, горе или доле                                  | 471      |
| 73  | Становници са ограничењима вида, чак и уз кориштење сочива                                       | 221      |
| 74  | Становништво са ограничењима говора, комуникације или конверзације                               | 86       |
| 75  | Становништво са ограниченим слухом                                                               | 123      |
| 76  | Становништво са ограничењима при одевању, купању или јелу                                        | 21       |
| 77  | Становништво са ограничењима у опажању или учењу једноставних ствари                             | 33       |
| 78  | Становништво са менталним ограничењима                                                           | 104      |
| 79  | Становништво без ограничења активности                                                           | 39774    |
| 80  | Становништво од 3 до 5 година које не похађа школу                                               | 1280     |
| 81  | Мушко становништво од 3 до 5 година које не похађа школу                                         | 670      |
| 82  | Женско становништво од 3 до 5 година које не похађа школу                                        | 610      |
| 83  | Становништво од 6 до 11 година које не похађа школу                                              | 387      |
| 84  | Мушко становништво од 6 до 11 година које не похађа школу                                        | 193      |
| 85  | Женско становништво од 6 до 11 година које не похађа школу                                       | 194      |
| 86  | Становништво од 12 до 14 година које не похађа школу                                             | 587      |
| 87  | Мушко становништво од 12 до 14 година које не похађа школу                                       | 293      |
| 88  | Женско становништво од 12 до 14 година које не похађа школу                                      | 294      |
| 89  | Становништво од 15 до 17 година похађа школу                                                     | 1714     |
| 90  | Мушко становништво од 15 до 17 година похађа школу                                               | 891      |
| 91  | Женско становништво између 15 и 17 година живота у школи                                         | 823      |
| 92  | Становништво од 18 до 24 године похађа школу                                                     | 806      |
| 93  | Мушко становништво од 18 до 24 године похађа школу                                               | 403      |
| 94  | Женско становништво од 18 до 24 године похађа школу                                              | 403      |
| 95  | Становништво од 8 до 14 година које не може да чита и пише                                       | 616      |
| 96  | Мушко становништво старосног доба од 8 до 14 година које не може да чита и пише                  | 347      |
| 97  | Женско становништво старосног доби од 8 до 14 година које не може да чита и пише                 | 269      |
| 98  | Становништво од 15 година и више које је неписмено                                               | 4831     |
| 99  | Мушко становништво од 15 година и више које је неписмено                                         | 1870     |
| 100 | Женско становништво од 15 година и више које је неписмено                                        | 2961     |
| 101 | Становништво старо 15 и више година без школовања                                                | 4782     |
| 102 | Мушко становништво старо 15 и више година без школовања                                          | 1994     |
| 103 | Женско становништво старо 15 и више година без школовања                                         | 2788     |
| 104 | Становништво старосног доба 15 и више година са непотпуним основним образовањем                  | 7068     |
| 105 | Мушко становништво старосног доба од 15 година и више са непотпуном основним образовањем         | 3445     |
| 106 | Женско становништво старосног доба 15 и више година са непотпуном основним образовањем           | 3623     |
| 107 | Становништво старо 15 и више година са комплетним основним образовањем                           | 5071     |
| 108 | Мушко становништво старо 15 година и више са комплетним основним образовањем                     | 2536     |
| 109 | Женско становништво старо 15 и више година са комплетним основним образовањем                    | 2535     |
| 110 | Становништво старосног доба 15 и више година са непотпуним средњим образовањем                   | 1429     |
| 111 | Мушко становништво старосног доба од 15 година и више са непотпуним средњим образовањем          | 766      |
| 112 | Женско становништво старосног доба од 15 година и више са непотпуним средњим образовањем         | 663      |
| 113 | Становништво старо 15 и више година са пуним секундарном образовањем                             | 3944     |
| 114 | Мушко становништво старосног доба од 15 година и више са пуним секундарном образовањем           | 1988     |
| 115 | Женско становништво старосног доба од 15 година и више са пуним секундарном образовањем          | 1956     |
| 116 | Становништво старије од 18 година са постосновним образовањем                                    | 3372     |
| 117 | Мушко становништво старије од 18 година са постосновним образовањем                              | 1782     |
| 118 | Женско становништво старије од 18 година са постосновним образовањем                             | 1590     |
| 119 | Просечна оцена школовања                                                                         | 5.59     |
| 120 | Просечан ниво образовања мушке популације                                                        | 5.85     |
| 121 | Просечан ниво образовања женског становништва                                                    | 5.34     |
| 122 | Економски активно становништво                                                                   | 12633    |
| 123 | Економски активна мушка популација                                                               | 10984    |
| 124 | Економски активна женска популација                                                              | 1649     |
| 125 | Становништво које није економски активно                                                         | 16569    |
| 126 | Мушко становништво које није економски активно                                                   | 3291     |
| 127 | Женско становништво које није економски активно                                                  | 13278    |
| 128 | Запослено становништво                                                                           | 12370    |
| 129 | Запослено мушко становништво                                                                     | 10745    |
| 130 | Запослено женско становништво                                                                    | 1625     |
| 131 | Незапослена популација                                                                           | 263      |
| 132 | Незапослена мушка популација                                                                     | 239      |
| 133 | Незапослена женска популација                                                                    | 24       |
| 134 | Становништво без права на здравствене услуге                                                     | 16381    |
| 135 | Становништво које има право на здравствене услуге                                                | 24562    |
| 136 | Становништво које има право на ИМСС                                                              | 1752     |
| 137 | Становништво које има право на социјално осигурање                                               | 733      |
| 138 | Становништво које има право на државно социјално осигурање                                       | 113      |
| 139 | Становништво које има право на опште осигурање или здравствено осигурање за нову генерацију      | 21738    |
| 140 | Становништво које је било једном или није било у браку током 12 година и више                    | 10451    |
| 141 | Венчано или уједињено становништво од 12 година и више                                           | 16601    |
| 142 | Становништво које је било у браку или уједињено 12 година и више                                 | 2300     |
| 143 | Становништво са католичком религијом                                                             | 14722    |
| 144 | Протестанти, еванђелисти и библијски следбеници различити од еванђелиста                         | 18610    |
| 145 | Становништво са другим религијама различитим од претходних                                       | 1        |
| 146 | Становништво без религије                                                                        | 7464     |
| 147 | Укупно пописаних домаћинства                                                                     | 9571     |
| 148 | Пописна домаћинства на челу са мушкарцима                                                        | 7835     |
| 149 | Пописна домаћинства на челу са женама                                                            | 1736     |
| 150 | Становништво у пописним домаћинствима                                                            | 41010    |
| 151 | Становништво у пописним домаћинствима на челу са мушкарцима                                      | 35045    |
| 152 | Становништво у пописним домаћинствима на челу са женама                                          | 5965     |
| 153 | Укупно домаћинстава                                                                              | 11683    |
| 154 | Укупно насељених домаћинстава                                                                    | 9582     |
| 155 | Укупно приватних кућа                                                                            | 11672    |
| 156 | Насељени приватни домови                                                                         | 9571     |
| 157 | Укупно насељених приватних кућа                                                                  | 9580     |
| 158 | Ненасељене приватне куће                                                                         | 1087     |
| 159 | Појединачна домаћинства за привремену употребу                                                   | 1014     |
| 160 | Становници у насељеним приватним кућама                                                          | 41010    |
| 161 | Насељеност станара у приватним становима                                                         | 4.28     |
| 162 | Просечно становника по соби у приватним насељеним домаћинствима                                  | 1.48     |
| 163 | Појединачна домаћинства са подовима од различитих материјала од земље                            | 8481     |
| 164 | Појединачна домаћинства у приземљу                                                               | 1047     |
| 165 | Појединачна домаћинства са једном спаваћом собом                                                 | 5549     |
| 166 | Појединачна домаћинства са две спаваће собе и више                                               | 3968     |
| 167 | Појединачна домаћинства са једним собом                                                          | 1197     |
| 168 | Појединачна домаћинства са две собе                                                              | 2923     |
| 169 | Појединачна домаћинства са 3 собе и више                                                         | 5382     |
| 170 | Појединачна домаћинства која имају електрично светло                                             | 8857     |
| 171 | Појединачна домаћинства која немају електрично светло                                            | 670      |
| 172 | Појединачна домаћинства која имају водоводну воду у стамбеном простору                           | 7616     |
| 173 | Појединачна домаћинства која немају водоводну воду у стамбеном простору                          | 1909     |
| 174 | Појединачна домаћинства која имају тоалет                                                        | 8821     |
| 175 | Појединачна домаћинства која имају канализацију                                                  | 8648     |
| 176 | Појединачна домаћинства која немају канализацију                                                 | 872      |
| 177 | Појединачна домаћинства која имају електрично светло, довод воде из јавне мреже и канализацију   | 6976     |
| 178 | Појединачна домаћинства без икаквих услова                                                       | 1707     |
| 179 | Појединачна домаћинства која имају радио                                                         | 4706     |
| 180 | Појединачна домаћинства која имају телевизор                                                     | 6371     |
| 181 | Појединачна домаћинства која имају фрижидер                                                      | 5570     |
| 182 | Појединачна домаћинства која имају машину за веш                                                 | 2720     |
| 183 | Појединачна домаћинства која имају аутомобил или комби                                           | 1077     |
| 184 | Појединачна домаћинства која имају рачунар                                                       | 514      |
| 185 | Појединачна домаћинства која имају фиксну телефонску линију                                      | 462      |
| 186 | Појединачна домаћинства која имају мобилни телефон                                               | 2160     |
| 187 | Појединачна домаћинства која имају приступ интернету                                             | 157      |